# Epsteinrahmen

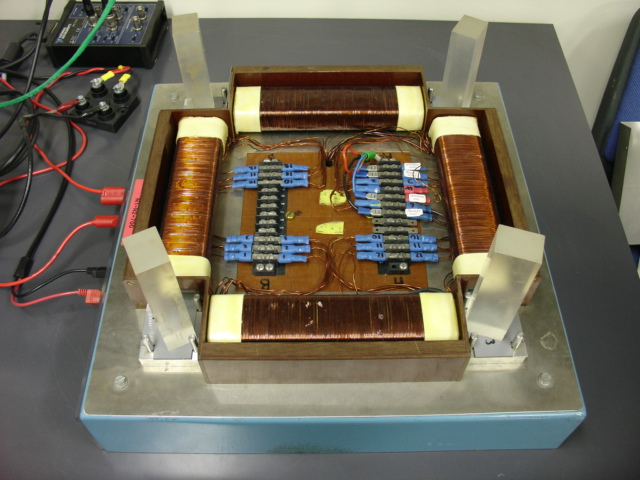
Epsteinrahmen

Der Epsteinrahmen stellt ein standardisiertes Messgerät zur Bestimmung von Eisenverlusten in weichmagnetischen, kornorientierten und nicht-kornorientierten Elektroblechen dar. In der Norm IEC 60404-2 sind sowohl der Aufbau als auch die Messverfahren des Epsteinrahmens näher beschrieben. Benannt ist das Messgerät nach dem deutschen Physiker Joseph Epstein, welcher diesen Aufbau in einer größeren Bauform mit einer Seitenlänge von ca. 50 cm im Jahr 1900 vorgeschlagen hat. Der heute übliche und auch in der Norm vorgeschlagene Aufbau ist kleiner, mit einer Spulenlänge pro Seite von ca. 25 cm, und geht auf Arbeiten von S. L. Burgwin zurück, welcher diese Bauform 1941 vorgestellt hat.

## Aufbau
Der Epsteinrahmen ist ähnlich aufgebaut wie ein Transformator. Er besteht aus einer gleichförmig verteilten äußeren Primärwicklung (auch Magnetisierungswicklung genannt), welche die innere Sekundärwicklung (Messwicklung) umschließt. Beide Wicklungen haben standardmäßig 700 Windungen, welche auf die vier Spulen des Epsteinrahmens verteilt sind (175 Windungen pro Spule).
Die Messstreifen aus weichmagnetischem Elektroblech sollten zwischen 280 mm und 320 mm lang und 30 mm breit sein. Sie werden jeweils paarweise gegenüberliegend in die Spulen gelegt, so dass vier gleich lange Schenkel mit gleichem Querschnitt entstehen. Die Enden der Messstreifen müssen sich in den offenen Ecken des Epsteinrahmens abwechselnd überlagern. Alle Schenkel müssen die gleiche Anzahl von Messstreifen enthalten, wobei alle Messstreifen zusammen mindestens 240 g wiegen müssen.

## Messverfahren
Durch Messung des Stromes in der Primärwicklung und der Spannung in der Sekundärwicklung lassen sich die magnetische Feldstärke bzw. die magnetische Flussdichte in den Proben bestimmen. Dabei wird die magnetische Feldstärke mit
{\displaystyle H={\frac {N_{1}\cdot I}{l}}}
bestimmt. {\displaystyle N_{1}} ist dabei die Windungszahl der Primärwicklung, {\displaystyle I} der gemessene Strom und {\displaystyle l} die effektive magnetische Länge des Epsteinrahmens, welche per Definition auf 940 mm festgelegt ist. Die magnetische Flussdichte ergibt sich aus
{\displaystyle B={\frac {1}{N_{2}\cdot A}}\int U\mathrm {d} t}.
Dabei ist {\displaystyle N_{2}} die Windungszahl der Sekundärwicklung, {\displaystyle A} die Querschnittsfläche der Proben und {\displaystyle U} die gemessene Spannung an der offenen Sekundärwicklung. Die Erregerspannung an der Primärwicklung wird nun so eingestellt, dass sich in der Sekundärwicklung ein sinusförmiger Spannungsverlauf ergibt, das Eisen also noch nicht in Sättigung gerät.